# Пенальба, Алисия

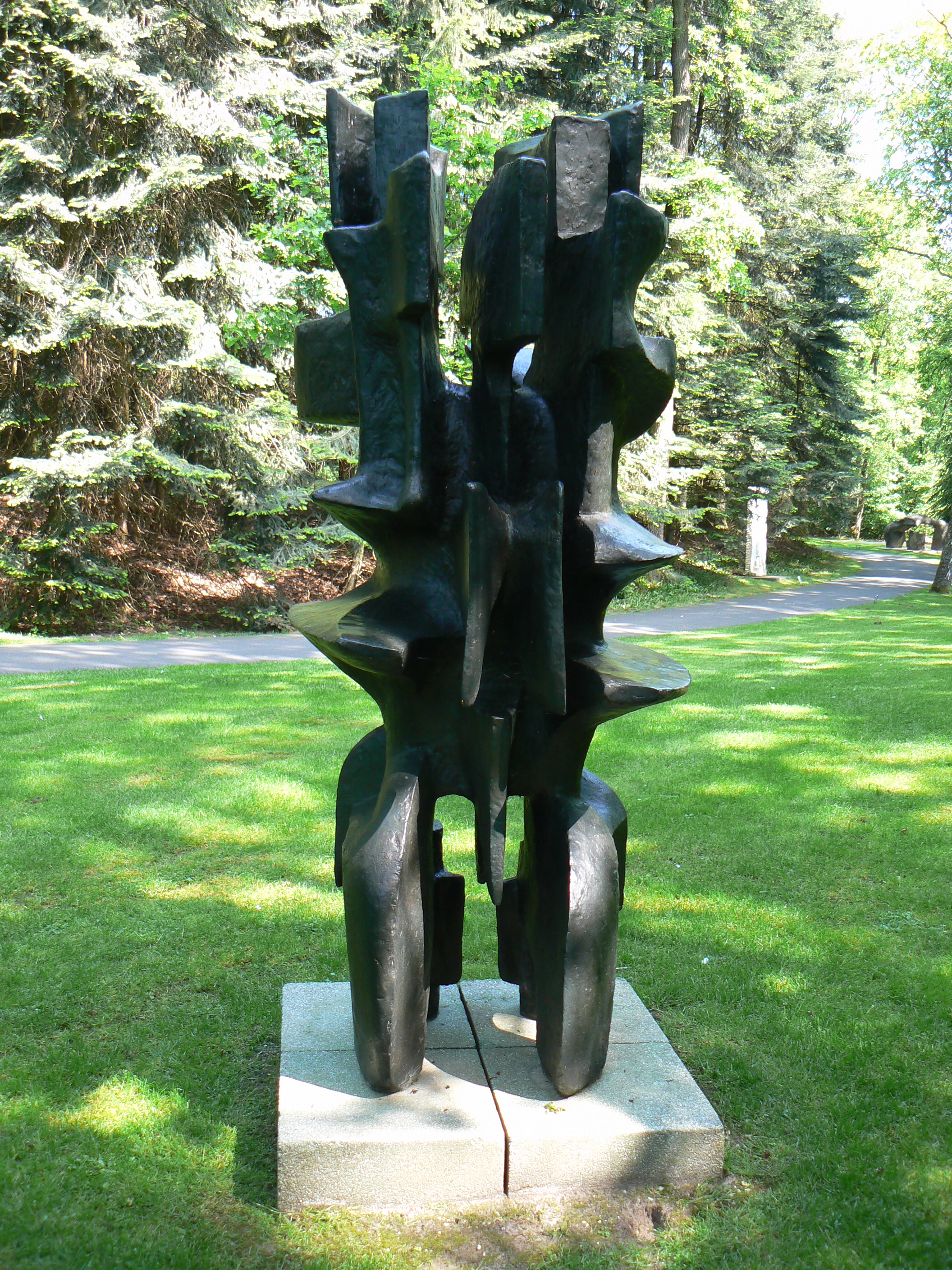
А.Пенальба Большая пара (1962—1964), Оттерло

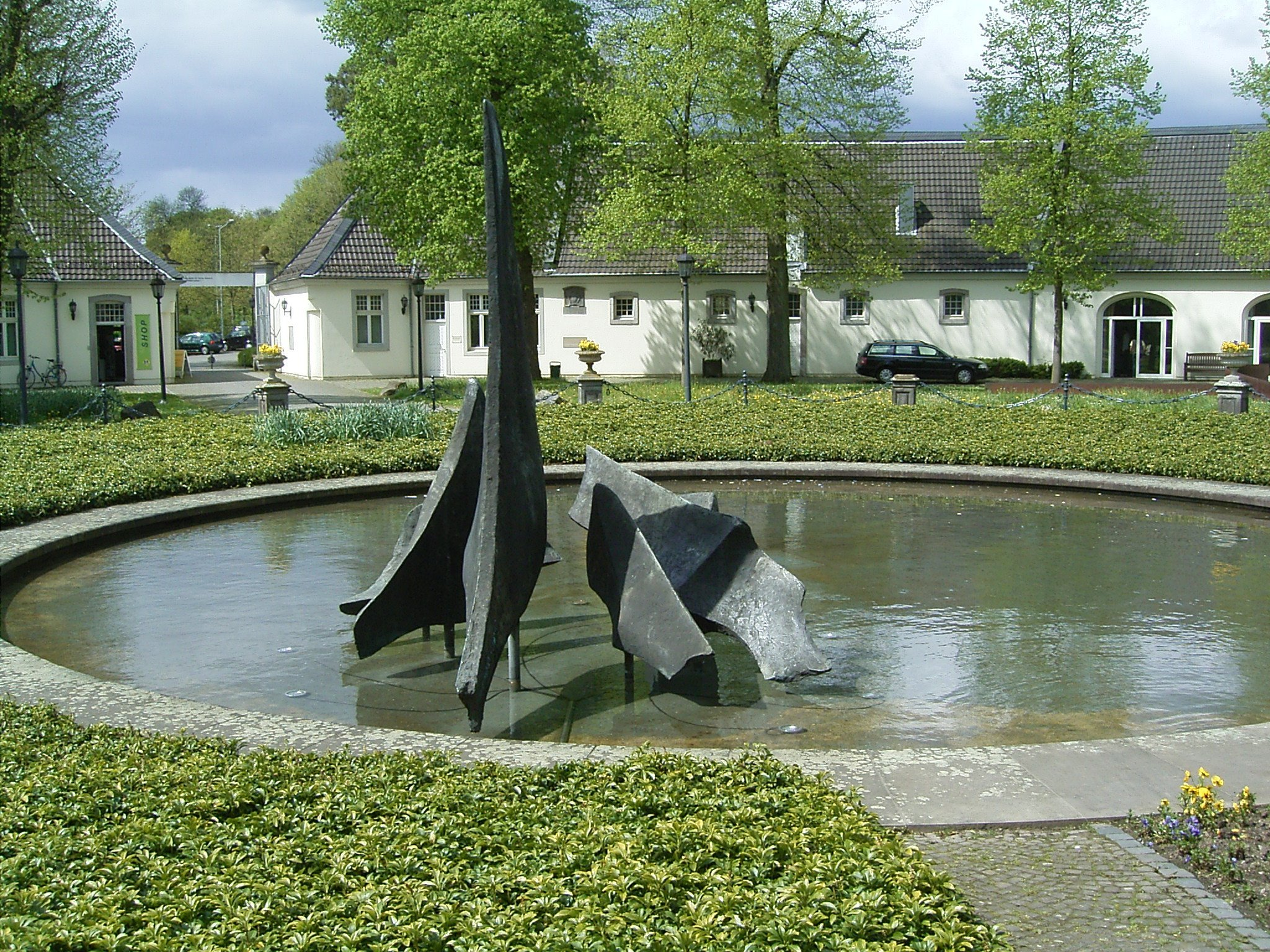
А.Пенальба Фонтан, Леверкузен

Алисия Пенальба (исп. Alicia Penalba, род. 7 августа 1913 г. Сан-Педро, Аргентина — ум. 4 ноября 1982 г. Париж) — аргентинская скульптор, много лет прожившая и проработавшая во Франции. Является одним из крупнейших представителей абстрактного искусства в период после Второй мировой войны.

## Жизнь и творчество
Алисия Пенальба, получив стипендию для учёбы от французского правительства, в 1948 году приезжает в Париж. Здесь она занимается в классе Осипа Цадкина в Академии де ла Гран Шомьер. Изучала живопись и скульптуру также в Буэнос-Айресе, в Аргентинской академии изящных искусств (Academie Argentina de Bellas Artes). Большую часть своей жизни жила и работала во Франции, в Монруже и в Париже. Впервые высталяла свои работы в 1955 году, в Салоне новой реальности (Salon des Réalités Nouvelles), первая персональная выставка её скульптур состоялась в парижской Галерее Дракона (Galerie du Dragon).
В 50-е — 60-е годы XX века к Алисии Пенальба приходит международное признание. В 1959 году она принимает участие в выставке современного искусства documenta 2 в Касселе, в 1964 — там же, в выставке documenta 3. В 1961 году она удостаивается премии в области скульптуры на биеннале в Сан-Паулу. Её работы — это как правило бронзовые абстрактные скульптуры, имитирующие создания природы — были представлены на многочисленных международных выставках в Нвропе и в Америке.